# Ephemerum uleanum
Ephemerum uleanum är en bladmossart som beskrevs av C. Müller 1898. Ephemerum uleanum ingår i släktet dagmossor, och familjen Ephemeraceae. Inga underarter finns listade i Catalogue of Life.